# Robert Hartmann (arbitro)
Robert Hartmann (8 settembre 1979) è un arbitro di calcio tedesco.
Hartmann, del gruppo arbitrale Kempten/Oberallgäu, è nella DFB dal 2005. Ha debuttato nella 2. Bundesliga nel 2007. Hartmann è stato poi nominato arbitro della Bundesliga all'inizio del 2011. La sua partita di debutto è stata il 19 febbraio 2011 tra SC Freiburg e VfL Wolfsburg.
Il 19 giugno 2011 Hartmann ha arbitrato la finale della Bundesliga Under 19 2010-11 al VfL-Stadion am Elsterweg di Wolfsburg. Il VfL Wolfsburg ha vinto 4–2 contro l'1. FC Kaiserslautern.
Il 17 ottobre 2014, nella partita della 2. Bundesliga tra VfL Bochum e Darmstadt 98, Hartmann è stato il primo arbitro del calcio tedesco a usare lo spray durante una partita, novità appena introdotta dalla DFL.